# Richard Carpenter (muzyk)
Richard Lynn Carpenter (ur. 15 października 1946 w New Haven w stanie Connecticut) – amerykański muzyk, kompozytor, pianista, piosenkarz, aranżer. Wspólnie z siostrą Karen Carpenter założył duet muzyczny The Carpenters, niezwykle popularny w latach siedemdziesiątych XX wieku, szczególnie w USA i Japonii.

W roku 1987 wydał swój solowy album Time, w którego nagraniu uczestniczyły również Dusty Springfield i Dionne Warwick.

## Dyskografia

### Albumy solowe
- 1987 – Time